# 莫洛達山
48°39′22.9″N 23°52′16.5″E / 48.656361°N 23.871250°E

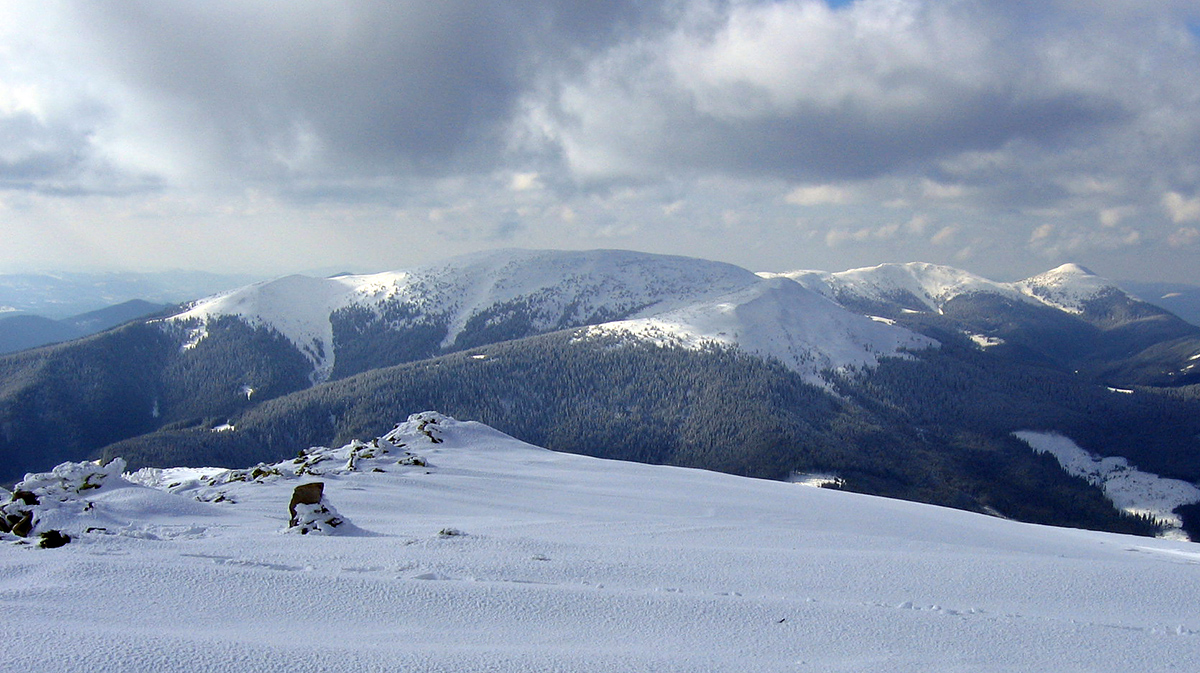

莫洛達山是烏克蘭的山峰，位於該國西部，處於伊萬諾-弗蘭科夫斯克州，屬於烏克蘭喀爾巴阡山脈中戈爾加內山脈的一部分，海拔高度1,723米。